# Villaperuccio
Villaperuccio – miejscowość i gmina we Włoszech, w regionie Sardynia, w prowincji Sud Sardegna.
Według danych na rok 2004 gminę zamieszkiwało 1109 osób, 30,8 os./km². Graniczy z Narcao, Nuxis, Perdaxius, Piscinas, Santadi i Tratalias.